# Monumento funebre di Daniele Birago
Il monumento funebre di Daniele Birago è un monumento sepolcrale situato nella chiesa di Santa Maria della Passione a Milano realizzato da Andrea Fusina per il consigliere ducale e vescovo di Mitilene Daniele Birago.

## Storia e descrizione
Daniele Birago, all'epoca consigliere ducale e protonotario apostolico, discendente da una ricca e nobile famiglia milanese donò un vasto appezzamento di terreno ai canonici regolari di Sant'Agostino di proprietà della famiglia, impegnandosi inoltre ad erigere su quei terreni un monastero e la relativa chiesa, oggi conosciuta come la chiesa di Santa Maria della Passione: alla sua morte gli fu quindi dedicata una delle cappelle maggiori della chiesa assieme ad un monumentale monumento funebre. Il monumento fu eseguito dallo scultore milanese Andrea Fusina nel 1495 che lo realizzò in marmo bianco.
Considerato tra le più belle opere del Fusina, il sepolcro consiste in due arche sovrapposte su cui campeggia la rappresentazione del defunto disteso in abiti vescovili: l'arca inferiore è decorata con ricchi fregi e festoni, comprensivo di una fascia recante la scritta:
L'arca superiore è anch'essa decorata con ricchi fregi e da rilievi di geni che sostengono una lapide con il seguente testo: